# Stookoliesproeier

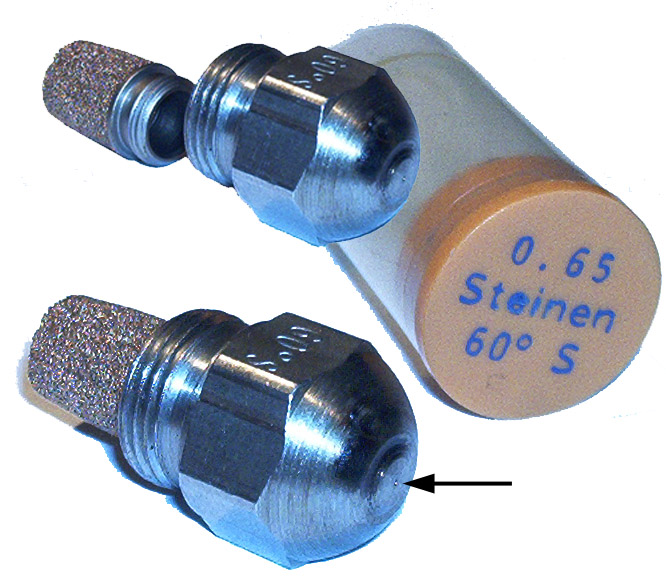
Gebruikte sproeiers van een stookoliebrander

Een stookoliesproeier is een sproeier die stookolie inspuit in een stookoliebrander.
Door de erosie van de erdoorheen gepompte stookolie moet de sproeier ieder jaar worden vernieuwd.

## Berekening van de sproeiergrootte
De doorlaat van een stookoliesproeier wordt in USgal/h (US-Gallons per uur) aangegeven. 
Eén {\displaystyle USgal/h=3,785l/h} ; met een dichtheid van stookolie van 0,84 kg/l komt één  USgal/h overeen met  een massadebiet van 3,18 kg/h. Deze waarde geldt voor een oliedruk van 100 psi = 7 bar. In geval de oliesproeidruk groter of kleiner is, kan met de volgende formule het drukgecorrigeerde debiet berekend worden.
Het vermogen van de stookoliebrander in kW volgens de aanduiding op de sproeierkop in de eenheid {\displaystyle USgal/h} kan met volgende formule berekend worden:
{\displaystyle {\dot {Q}}={\dot {V}}_{Olie}\cdot H_{i,Olie}\cdot \eta _{K}\cdot {\sqrt {\frac {p_{Out}}{7\;bar}}}}
{\displaystyle {\dot {V}}_{Olie}} in {\displaystyle USgal/h} volgens de aanduiding op de sproeier
{\displaystyle H_{i,Olie}} in {\displaystyle kWh/USgal}
{\displaystyle p_{Out}} in {\displaystyle bar} volgens de ingestelde pompdruk.
Het ketelrendement kan in een eerste benadering op  {\displaystyle \eta _{K}=0,9} genomen worden. De verbrandingswarmte (vroeger onderste verbrandingswarmte) van stookolie  bedraagt :
{\displaystyle H_{i,Olie}=42,9\;{\frac {MJ}{kg}}}
En omgerekend naar volume:
{\displaystyle H_{i,Olie}=10,0\;{\frac {kWh}{ltr.}}\;=\;37,9\;{\frac {kWh}{USgal}}}
Met deze  gegevens kan voor een opgegeven verwarmingsvermogen  het oliedebiet in  {\displaystyle USgal/h} berekend worden en daarmee kan de sproeier gekozen  worden.

## Kenmerken
Een stookoliesproeier wordt door volgende 3 kenmerken bepaald:
- Het debiet bij 7 bar pompdruk
- De sproeikarakteristiek
- De sproeihoek in °